# Кърнино
Кърнино (на македонска литературна норма: Крнино) е село в Северна Македония, част от община Чашка.

## География
Селото е разположено югозападно от град Велес. Църквата „Свети Никола“ в селото е дело на Андон Китанов. Днес е в руинирано състояние.

## История
В XIX век Кърнино е чисто българско село във Велешка кааза на Османската империя. Според статистиката на Васил Кънчов („Македония. Етнография и статистика“) в края на XIX век селото има 240 жители българи християни.
Жителите му в началото на века са под върховенството на Българската екзархия - според статистиката на секретаря на Екзархията Димитър Мишев („La Macédoine et sa Population Chrétienne“) в 1905 година в Кърнино (Karnino) живеят 376 българи екзархисти.
През учебната 1912/1913 година учител в селото е Манчо (Манче) Ташов.
При избухването на Балканската война в 1912 година един човек от Кърнино е доброволец в Македоно-одринското опълчение. След Междусъюзническата война в 1913 година селото попада в Сърбия.
На етническата си карта от 1927 година Леонард Шулце Йена показва Кърнина (Krnina) като българско християнско село.